# 1995 في البرتغال
فيما يلي قوائم الأحداث التي وقعت خلال عام 1995 في البرتغال.

## سياسة

### تعيين في المنصب
- 28 أكتوبر – أنطونيو غوتيريس رئيس وزراء البرتغال.

### انتهاء فترة المنصب
- 1 يناير – أنطونيو غوتيريس عضو مجلس الجمهورية  [لغات أخرى]‏.
- 1 يناير – أنطونيو كوستا عضو مجلس الجمهورية  [لغات أخرى]‏.
- 1 يناير – دوراو باروسو وزير الخارجية  [لغات أخرى]‏.
- 28 نوفمبر – أنيبال كافاكو سيلفا رئيس وزراء البرتغال.

## رياضة
- 24 سبتمبر – جائزة البرتغال الكبرى 1995 الفائز ديفيد كولتهارد.

## كتب
من الكتب التي صدرت هذه السنة في البرتغال:
- 1 يناير – العمى من تأليف جوزيه ساراماغو.

## مواليد

### يناير
- 4 يناير – ميغيل أوليفيرا متسابق دراجات نارية برتغالي.

### مارس
- 18 مارس – فريدريكو فيريرا سيلفا لاعب كرة مضرب برتغالي.

### أكتوبر
- 31 أكتوبر – جوانا فالي كوستا لاعبة كرة مضرب برتغالية.

### نوفمبر
- 6 نوفمبر – أندريه سيلفا لاعب كرة قدم برتغالي.
- 15 نوفمبر – لوكا زهوفيتش لاعب كرة قدم سلوفيني.

### ديسمبر
- 2 ديسمبر – أندريه كامبوس موريرا لاعب كرة قدم برتغالي.